# 松平康員
松平 康員（まつだいら やすかず）は、石見国浜田藩の第3代藩主。松井松平家4代。

## 生涯
延宝7年（1679年）、第2代藩主・松平康官の長男として生まれる。元禄6年12月18日（1694年）、従五位下・采女正に叙位・任官する。元禄8年（1695年）1月22日に和泉守に遷任し、元禄13年（1700年）に備中守に遷任する。宝永2年（1705年）1月27日、父の隠居で家督を継ぎ、4月1日に周防守に遷任する。
宝永6年（1709年）9月18日、家督を養子の康豊に譲って隠居し、伊勢守に遷任する。正徳3年（1713年）3月22日、江戸で死去した。享年35。

## 系譜
父母
- 松平康官（父）
- 阿部正能の娘（母）

正室
- 久世重之の娘

養子
- 松平康房 - 松平康官の次男
- 松平康豊 - 松平康郷（松平康重の五男康敬の子）の長男